# Hemiblossia robusta
Hemiblossia robusta är en spindeldjursart som beskrevs av Lawrence 1972. Hemiblossia robusta ingår i släktet Hemiblossia och familjen Daesiidae. Inga underarter finns listade i Catalogue of Life.